# Linia kolejowa Kuřim – Veverská Bítýška
Linia kolejowa Kuřim – Veverská Bítýška – dawna jednotorowa, niezelektryfikowana linia kolejowa o znaczeniu regionalnym w Czechach. Łączyła Kuřim z miejscowością Veverská Bítýška. Przebiegała w całości przez terytorium Kraju południowomorawskiego.